# Produits agroalimentaires traditionnels des Abruzzes
Les Produits agroalimentaires traditionnels des Abruzzes, reconnus par le ministère des Politiques agricoles, alimentaires et forestières (MIPAAF), sur la proposition du gouvernement de la région des Abruzzes sont présentés dans la liste qui suit. La dernière mise à jour est du 7 juin 2012, date de la dernière révision des PAT (produits agroalimentaires traditionnels).

## Liste des produits
| N°  | Dénomination                                                                              | Secteur                                                                                                |
| --- | ----------------------------------------------------------------------------------------- | --- |
| 1   | Centerbe ou Cianterba                                                                     | Boissons alcoolisées, spiritueux et liqueurs                                                           |
| 2   | liquore a base di gentiana lutea l., amaro di genziana, digestivo di genziana             | Boissons alcoolisées, spiritueux et liqueurs                                                           |
| 3   | liquore allo zafferano                                                                    | Boissons alcoolisées, spiritueux et liqueurs                                                           |
| 4   | Mosto cotto                                                                               | Boissons alcoolisées, spiritueux et liqueurs                                                           |
| 5   | ponce, punce, punk                                                                        | Boissons alcoolisées, spiritueux et liqueurs                                                           |
| 6   | Ratafia - Rattafia                                                                        | Boissons alcoolisées, spiritueux et liqueurs                                                           |
| 7   | Vino cotto - Vin cuott - Vin cott                                                         | Boissons alcoolisées, spiritueux et liqueurs                                                           |
| 8   | Annoia, nnuje                                                                             | Viandes (et abats) et leurs préparations                                                               |
| 9   | Arrosticini                                                                               | Viandes (et abats) et leurs préparations                                                               |
| 10  | Capra alla neretese                                                                       | Viandes (et abats) et leurs préparations                                                               |
| 11  | coppa di testa, la coppa                                                                  | Viandes (et abats) et leurs préparations                                                               |
| 12  | Guanciale amatriciano                                                                     | Viandes (et abats) et leurs préparations                                                               |
| 13  | lonza, capelomme                                                                          | Viandes (et abats) et leurs préparations                                                               |
| 14  | Micischia, Vilischia, Vicicchia, Mucischia                                                | Viandes (et abats) et leurs préparations                                                               |
| 15  | Mortadella di Campotosto, Coglioni di mulo                                                | Viandes (et abats) et leurs préparations                                                               |
| 16  | nnuje teramane                                                                            | Viandes (et abats) et leurs préparations                                                               |
| 17  | Porchetta abruzzese                                                                       | Viandes (et abats) et leurs préparations                                                               |
| 18  | prosciuttello                                                                             | Viandes (et abats) et leurs préparations                                                               |
| 19  | salame abruzzese, salame nostrano, salame artigianale, salame tradizionale, salame tipico | Viandes (et abats) et leurs préparations                                                               |
| 20  | salame Aquila                                                                             | Viandes (et abats) et leurs préparations                                                               |
| 21  | salamelle di fegato al vino cotto                                                         | Viandes (et abats) et leurs préparations                                                               |
| 22  | Salsiccia di fegato                                                                       | Viandes (et abats) et leurs préparations                                                               |
| 23  | Salsiccia di fegato con miele                                                             | Viandes (et abats) et leurs préparations                                                               |
| 24  | Salsiccia di maiale sott’olio                                                             | Viandes (et abats) et leurs préparations                                                               |
| 25  | salsicciotto di Pennapiedimonte                                                           | Viandes (et abats) et leurs préparations                                                               |
| 26  | salsicciotto frentano, salsicciotto, saiggicciott, sauccicciott                           | Viandes (et abats) et leurs préparations                                                               |
| 27  | soppressata, salame pressato, schiacciata, salame aquila                                  | Viandes (et abats) et leurs préparations                                                               |
| 28  | Tacchino alla canzanese                                                                   | Viandes (et abats) et leurs préparations                                                               |
| 29  | Tacchino alla neretese                                                                    | Viandes (et abats) et leurs préparations                                                               |
| 30  | ventricina teramana (it)                                                                  | Viandes (et abats) et leurs préparations                                                               |
| 31  | ventricina vastese (it), del vastese, vescica, ventricina di guilmi, muletta              | Viandes (et abats) et leurs préparations                                                               |
| 32  | cacio di vacca bianca, caciotta di vacca                                                  | Fromages                                                                                               |
| 33  | Caciocavallo abruzzese                                                                    | Fromages                                                                                               |
| 34  | caciofiore aquilano                                                                       | Fromages                                                                                               |
| 35  | caciotta vaccina frentana, formaggio di vacca, casce d' vacc                              | Fromages                                                                                               |
| 36  | caprino abruzzese, formaggi caprini abruzzesi                                             | Fromages                                                                                               |
| 37  | formaggi e ricotta di stazzo                                                              | Fromages                                                                                               |
| 38  | giuncata vaccina abruzzese, sprisciocca                                                   | Fromages                                                                                               |
| 39  | giuncatella abruzzese                                                                     | Fromages                                                                                               |
| 40  | incanestrato di Castel del Monte                                                          | Fromages                                                                                               |
| 41  | Pecorino d'Abruzzo                                                                        | Fromages                                                                                               |
| 42  | Pecorino di Atri                                                                          | Fromages                                                                                               |
| 43  | Pecorino di Farindola                                                                     | Fromages                                                                                               |
| 44  | Pecorino marcetto, cacio marcetto                                                         | Fromages                                                                                               |
| 45  | scamorza abruzzese                                                                        | Fromages                                                                                               |
| 46  | olio agrumato, olio agli agrumi, agrumolio                                                | Matières grasses (beurre, margarine, huiles)                                                           |
| 47  | olio extra vergine di oliva delle valli aquilane                                          | Matières grasses (beurre, margarine, huiles)                                                           |
| 48  | aglio rosso di Sulmona                                                                    | Produits végétaux à l'état naturel ou transformés                                                      |
| 49  | agrumi della Costa dei Trabocchi                                                          | Produits végétaux à l'état naturel ou transformés                                                      |
| 50  | Carciofo del vastese                                                                      | Produits végétaux à l'état naturel ou transformés                                                      |
| 51  | castagna roscetta Valle Roveto                                                            | Produits végétaux à l'état naturel ou transformés                                                      |
| 52  | cece                                                                                      | Produits végétaux à l'état naturel ou transformés                                                      |
| 53  | Ciliegie di Raiano e di Giuliano Teatino                                                  | Produits végétaux à l'état naturel ou transformés                                                      |
| 54  | cipolla bianca di fara filiorum petri                                                     | Produits végétaux à l'état naturel ou transformés                                                      |
| 55  | conserve di pomodoro (polpa e pezzetti di pomodoro)                                       | Produits végétaux à l'état naturel ou transformés                                                      |
| 56  | cotognata e marmellata di mela cotogna                                                    | Produits végétaux à l'état naturel ou transformés                                                      |
| 57  | fagioli a olio                                                                            | Produits végétaux à l'état naturel ou transformés                                                      |
| 58  | fagioli a pane                                                                            | Produits végétaux à l'état naturel ou transformés                                                      |
| 59  | Farro d’Abruzzo                                                                           | Produits végétaux à l'état naturel ou transformés                                                      |
| 60  | Lenticchie di S. Stefano di Sessano                                                       | Produits végétaux à l'état naturel ou transformés                                                      |
| 61  | libretto di fichi secchi                                                                  | Produits végétaux à l'état naturel ou transformés                                                      |
| 62  | Mandorle di Navelli, l'mmall                                                              | Produits végétaux à l'état naturel ou transformés                                                      |
| 63  | marmellata d’uva, scrucchiata, sclucchiata                                                | Produits végétaux à l'état naturel ou transformés                                                      |
| 64  | marrone di Valle Castellana                                                               | Prodotti vegetali allo stato naturale o trasformati                                                    |
| 65  | mela della Valle del Giovenco                                                             | Produits végétaux à l'état naturel ou transformés                                                      |
| 66  | olive intosso, olive n'dosse, olive in salamoia                                           | Produits végétaux à l'état naturel ou transformés                                                      |
| 67  | patata di montagna del Medio Sangro, patana muntagnola                                    | Produits végétaux à l'état naturel ou transformés                                                      |
| 68  | patata turchesa, turca, tirchesca, viola                                                  | Produits végétaux à l'état naturel ou transformés                                                      |
| 69  | patate degli Altipiani d'Abruzzo                                                          | Produits végétaux à l'état naturel ou transformés                                                      |
| 70  | peperoncino secco piccante, diavoletto, diavolicchio, lazzaretto, lu piccant, l'amaro     | Produits végétaux à l'état naturel ou transformés                                                      |
| 71  | peperone rosso di Altino                                                                  | Produits végétaux à l'état naturel ou transformés                                                      |
| 72  | peperone secco dolce, saracone, bastardone, farfullone                                    | Produits végétaux à l'état naturel ou transformés                                                      |
| 73  | pomodoro a pera                                                                           | Produits végétaux à l'état naturel ou transformés                                                      |
| 74  | solina                                                                                    | Produits végétaux à l'état naturel ou transformés                                                      |
| 75  | tartufi d’Abruzzo                                                                         | Produits végétaux à l'état naturel ou transformés                                                      |
| 76  | tondino del Tavo, fagiolo di Loreto Aprutino                                              | Produits végétaux à l'état naturel ou transformés                                                      |
| 77  | uva di Tollo e Ortona                                                                     | Produits végétaux à l'état naturel ou transformés                                                      |
| 78  | Bocconotti di Castel Frentano                                                             | Pâtes fraîches et produits de boulangerie, biscuiterie, pâtisserie et confiserie                       |
| 79  | cagionetti, calgionetti, caggiunitt', caggionetti                                         | Pâtes fraîches et produits de boulangerie, biscuiterie, pâtisserie et confiserie                       |
| 80  | Cicerchiata                                                                               | Pâtes fraîches et produits de boulangerie, biscuiterie, pâtisserie et confiserie                       |
| 81  | Confetto di Sulmona                                                                       | Pâtes fraîches et produits de boulangerie, biscuiterie, pâtisserie et confiserie                       |
| 82  | croccante di mandorle, croccante di natale                                                | Pâtes fraîches et produits de boulangerie, biscuiterie, pâtisserie et confiserie                       |
| 83  | cumbriziun', le sbattute                                                                  | Pâtes fraîches et produits de boulangerie, biscuiterie, pâtisserie et confiserie                       |
| 84  | Fiadone dolce                                                                             | Pâtes fraîches et produits de boulangerie, biscuiterie, pâtisserie et confiserie                       |
| 85  | Fiadone salato                                                                            | Pâtes fraîches et produits de boulangerie, biscuiterie, pâtisserie et confiserie                       |
| 86  | la svivitella                                                                             | Pâtes fraîches et produits de boulangerie, biscuiterie, pâtisserie et confiserie                       |
| 87  | lingue di suocera                                                                         | Pâtes fraîches et produits de boulangerie, biscuiterie, pâtisserie et confiserie                       |
| 88  | maccheroni alla chitarra                                                                  | Pâtes fraîches et produits de boulangerie, biscuiterie, pâtisserie et confiserie                       |
| 89  | maccheroni alla molinara, alla mugnaia                                                    | Pâtes fraîches et produits de boulangerie, biscuiterie, pâtisserie et confiserie                       |
| 90  | maccheroni con le ceppe                                                                   | Pâtes fraîches et produits de boulangerie, biscuiterie, pâtisserie et confiserie                       |
| 91  | ndurciullune                                                                              | Pâtes fraîches et produits de boulangerie, biscuiterie, pâtisserie et confiserie                       |
| 92  | pagnotte da forno di Sant'Agata                                                           | Pâtes fraîches et produits de boulangerie, biscuiterie, pâtisserie et confiserie                       |
| 93  | pane cappelli                                                                             | Pâtes fraîches et produits de boulangerie, biscuiterie, pâtisserie et confiserie                       |
| 94  | pane casareccio aquilano                                                                  | Pâtes fraîches et produits de boulangerie, biscuiterie, pâtisserie et confiserie                       |
| 95  | pane con le patate                                                                        | Pâtes fraîches et produits de boulangerie, biscuiterie, pâtisserie et confiserie                       |
| 96  | pane di Solina, pagnotte di Solina                                                        | Pâtes fraîches et produits de boulangerie, biscuiterie, pâtisserie et confiserie                       |
| 97  | pane nobile di Guardiagrele                                                               | Pâtes fraîches et produits de boulangerie, biscuiterie, pâtisserie et confiserie                       |
| 98  | Parrozzo                                                                                  | Pâtes fraîches et produits de boulangerie, biscuiterie, pâtisserie et confiserie                       |
| 99  | pasticci di Rapino                                                                        | Pâtes fraîches et produits de boulangerie, biscuiterie, pâtisserie et confiserie                       |
| 100 | pepatelli                                                                                 | Pâtes fraîches et produits de boulangerie, biscuiterie, pâtisserie et confiserie                       |
| 101 | pizza con le sfrigole, zuffricul                                                          | Pâtes fraîches et produits de boulangerie, biscuiterie, pâtisserie et confiserie                       |
| 102 | pizza di crema e ricotta                                                                  | Pâtes fraîches et produits de boulangerie, biscuiterie, pâtisserie et confiserie                       |
| 103 | pizza di pasqua                                                                           | Pâtes fraîches et produits de boulangerie, biscuiterie, pâtisserie et confiserie                       |
| 104 | pizza di ricotta                                                                          | Pâtes fraîches et produits de boulangerie, biscuiterie, pâtisserie et confiserie                       |
| 105 | pizza dolce tradizionale                                                                  | Pâtes fraîches et produits de boulangerie, biscuiterie, pâtisserie et confiserie                       |
| 106 | pizza rustica dolce                                                                       | Pâtes fraîches et produits de boulangerie, biscuiterie, pâtisserie et confiserie                       |
| 107 | pizza rustica salata                                                                      | Pâtes fraîches et produits de boulangerie, biscuiterie, pâtisserie et confiserie                       |
| 108 | pizza scime, pizza scive, pizza ascima, pizza azzima                                      | Pâtes fraîches et produits de boulangerie, biscuiterie, pâtisserie et confiserie                       |
| 109 | Pizzelle                                                                                  | Pâtes fraîches et produits de boulangerie, biscuiterie, pâtisserie et confiserie                       |
| 110 | ravioli dolci di ricotta                                                                  | Pâtes fraîches et produits de boulangerie, biscuiterie, pâtisserie et confiserie                       |
| 111 | rimpizza                                                                                  | Pâtes fraîches et produits de boulangerie, biscuiterie, pâtisserie et confiserie                       |
| 112 | sagne a pezze, tacconelle                                                                 | Pâtes fraîches et produits de boulangerie, biscuiterie, pâtisserie et confiserie                       |
| 113 | sassi d'abruzzo, mandorle atterrate                                                       | Pâtes fraîches et produits de boulangerie, biscuiterie, pâtisserie et confiserie                       |
| 114 | Scrippelle, scrippelle teramane                                                           | Pâtes fraîches et produits de boulangerie, biscuiterie, pâtisserie et confiserie                       |
| 115 | serpentone, lu srerpentone                                                                | Pâtes fraîches et produits de boulangerie, biscuiterie, pâtisserie et confiserie                       |
| 116 | sfogliatella di lama, sfuiatell                                                           | Pâtes fraîches et produits de boulangerie, biscuiterie, pâtisserie et confiserie                       |
| 117 | sgaiozzi                                                                                  | Pâtes fraîches et produits de boulangerie, biscuiterie, pâtisserie et confiserie                       |
| 118 | Sise delle monache di Guardiagrele, Tre monti                                             | Pâtes fraîches et produits de boulangerie, biscuiterie, pâtisserie et confiserie                       |
| 119 | spumini                                                                                   | Pâtes fraîches et produits de boulangerie, biscuiterie, pâtisserie et confiserie                       |
| 120 | supposte, i pensieri del poeta, banane, celli di prevete                                  | Pâtes fraîches et produits de boulangerie, biscuiterie, pâtisserie et confiserie                       |
| 121 | torcinelli, turcinil                                                                      | Pâtes fraîches et produits de boulangerie, biscuiterie, pâtisserie et confiserie                       |
| 122 | torrone di Guardiagrele                                                                   | Pâtes fraîches et produits de boulangerie, biscuiterie, pâtisserie et confiserie                       |
| 123 | torrone tenero al cioccolato aquilano nurzia                                              | Pâtes fraîches et produits de boulangerie, biscuiterie, pâtisserie et confiserie                       |
| 124 | torrone tenero al cioccolato di Sulmona                                                   | Pâtes fraîches et produits de boulangerie, biscuiterie, pâtisserie et confiserie                       |
| 125 | uccelletti, lì cellit, celli pieni                                                        | Pâtes fraîches et produits de boulangerie, biscuiterie, pâtisserie et confiserie                       |
| 126 | zeppole di S. Giuseppe                                                                    | Pâtes fraîches et produits de boulangerie, biscuiterie, pâtisserie et confiserie                       |
| 127 | il coatto, lu cuatte                                                                      | Produits de la gastronomie                                                                             |
| 128 | la coratella d'agnello                                                                    | Produits de la gastronomie                                                                             |
| 129 | la fracchiata                                                                             | Produits de la gastronomie                                                                             |
| 130 | la tjella, ciabbotta                                                                      | Produits de la gastronomie                                                                             |
| 131 | le corde de chiochie                                                                      | Produits de la gastronomie                                                                             |
| 132 | le virtu teramane                                                                         | Produits de la gastronomie                                                                             |
| 133 | mazzarelle alla teramana                                                                  | Produits de la gastronomie                                                                             |
| 134 | ndocca 'ndocca                                                                            | Produits de la gastronomie                                                                             |
| 135 | ngrecciata                                                                                | Produits de la gastronomie                                                                             |
| 136 | pallotte cace e ove                                                                       | Produits de la gastronomie                                                                             |
| 137 | pasta fatta in casa al ragù di papera                                                     | Produits de la gastronomie                                                                             |
| 138 | pecora alla callara, pecora alla cottora, pecora al caldaro                               | Produits de la gastronomie                                                                             |
| 139 | pizz'e e ffo'je                                                                           | Produits de la gastronomie                                                                             |
| 140 | sagne a pezze e cicerchie                                                                 | Produits de la gastronomie                                                                             |
| 141 | taijarille fasciule e coteche                                                             | Produits de la gastronomie                                                                             |
| 142 | trippa alla pennese                                                                       | Produits de la gastronomie                                                                             |
| 143 | trippa teramana                                                                           | Produits de la gastronomie                                                                             |
| 144 | scapece                                                                                   | Préparations de poissons, mollusques et crustacés et techniques particulières d'élevage de ces espèces |
| 145 | lattacciolo, latteruolo, latteruola                                                       | Produits d'origine animale (miel, produits laitiers, à l'exclusion du beurre)                          |
| 146 | Miele d'Abruzzo, millefiori, sulla, lupinelle, girasole, santoreggia, acacia              | Produits d'origine animale (miel, produits laitiers, à l'exclusion du beurre)                          |
| 147 | ricotta stagionata di pecora, ricotta salata abruzzese                                    | Produits d'origine animale (miel, produits laitiers, à l'exclusion du beurre)                          |